# Werner Villinger
Werner Villinger (* 9. Oktober 1887 in Besigheim am Neckar; † 8. August 1961 bei Innsbruck) war ein deutscher Kinder- und Jugendpsychiater. Er war ein Befürworter der nationalsozialistischen Rassenhygiene, Erbgesundheitsrichter und führte aktiv Zwangssterilisationen durch.

## Leben und Wirken

### 1887–1933
Villinger, Sohn eines Apothekenbesitzers, besuchte in Ludwigsburg das Königliche Gymnasium. Nach dem Abitur zog er nach London, um dort die englische Sprache zu erlernen. Villinger wollte eine Seeoffizierslaufbahn eingeschlagen, wurde aber wegen körperlicher Untauglichkeit abgelehnt. Von 1909 bis 1914 studierte Villinger Medizin in München, Kiel und Straßburg. Seit 1913 arbeitete er neben dem Studium als Assistent am Anatomischen Institut der Universität Straßburg. Nach Ausbruch des Ersten Weltkrieges wurde Villinger im August 1914 zum Deutschen Heer eingezogen und erhielt im Dezember 1914 die Notapprobation. Ende Dezember 1918 erfolgte seine Entlassung aus dem Heer und Villinger konnte seine ärztliche Laufbahn fortsetzen. Der Mediziner arbeitete an verschiedenen Universitätskliniken in Marburg, München und schließlich in Tübingen, wo er 1920 auch promoviert wurde und ab Juli 1920 die neu errichtete kinderpsychiatrische Abteilung (Klinisches Jugendheim) leitete. Im gleichen Jahr heiratete er Louise Bösch. Das Ehepaar hatte sechs Kinder.
1926 wurde Werner Villinger an das Landesjugendamt und Jugendamt Hamburg berufen. Zugleich war er als beratender Oberarzt an der Psychiatrischen Klinik der Universität Hamburg tätig. Ferner hielt er ab dem Sommersemester 1927 Vorlesungen über Psychopathologie des Kindes- und Jugendalters an der Universität und unterrichtete am Sozialpädagogischen Institut und am Lehrerbildungsinstitut. Am 1. Januar 1932 wurde er zum Professor an der Universität Hamburg ernannt.
Villinger war Mitglied im Stahlhelm, trat aber vor Überführung dieser Organisation in die SA aus.

### 1933–1944
Am 1. Januar 1934 übernahm Villinger die Stelle des Chefarztes in den v. Bodelschwinghschen Anstalten in Bethel bei Bielefeld, wo etwa 3500 Kranke, davon 2400 Epileptiker lebten. Fortan übernahm er die damalige vorgeschriebene Ideologie und setzte sich für eine „neue Anthropologie“ ein. So sagte er beispielsweise auf dem I. Internationalen Kongreß für Heilpädagogik in Genf, vom 24. bis 26. Juli 1939, in Bezug auf jugendliche Psychopathen:

„Es wird Sache der weiteren Forschung sein, festzustellen, ob und gegebenenfalls welche weiteren Zusammenhänge zwischen Charakter und Körperbau, d. h. bestimmten Charakteren und bestimmten Körperbautypen sich finden, ob die Kretschmerschen Typenbezeichnungen sich irgendwie in Verbindung bringen lassen mit Rassekernen, ob schließlich Erbcharakterkunde, Psychopathologie und alle rassekundlichen Forschungen nicht zu einer neuen Anthropologie führen, die die Rätsel nicht nur der Rasseseelen und der Erbcharakter, sondern auch das Zustandekommen so mancher ererbeter Mißanlagen besser als bisher zu klären und zu verhüten mag.“

Im Jahr 1933 schrieb er: „Das A und O jeder wirksamen Verbrechensbekämpfung“ sei die Verhinderung der „Fortpflanzung und Vermehrung biologisch Unterwertiger“. Villinger war Befürworter eines Sterilisierungs-Gesetzes. Diesbezüglich vermerkte er in einem 1934 auf dem Fürsorgeerziehungstag gehaltenen Vortrag:

„Wer in der Alltagsarbeit immer wieder die Erfahrung machen musste, dass aus Schwachsinnigen- und Trinkerfamilien Fürsorgezöglinge besonders häufig hervorgehen und wer weiter viele Kinder früherer Fürsorgeerziehungszöglinge wieder fürsorgeerziehungsbedürftig werden sah, der hat gerade im Hinblick auf die Fürsorgeerziehung nicht anders gekonnt, als sich seit Jahren für das Zustandekommen eines Sterilisierungsgesetzes… mit Eifer und Nachdruck einzusetzen.“

Dabei hielt er, je nach Anstaltstyp, bei 30–50 % der Zöglinge eine Zwangssterilisation für erforderlich. Als leitender Arzt der v. Bodelschwinghschen Anstalten war er an Sterilisationsmaßnahmen beteiligt. Er gehörte als Vertreter von Bethel dem Ständigen Ausschuß für Fragen der Rassenhygiene und Rassenpflege an. In Bethel wurden zwischen 1933 und 1945 mindestens 110 Frauen und Männer zwangssterilisiert; bis September 1936 hatte Villinger 2854 Bewohner angezeigt. Über Villinger, der am 1. Mai 1937 in die NSDAP eintrat, und die Zeit des Nationalsozialismus ist bei Castell nachzulesen:

„Wie viele Patienten unter Villingers Leitung in Bethel sterilisiert wurden, läßt sich nicht mehr feststellen. 1937 sagte er auf einer Ausschusssitzung: 'Bei 750 durchgeführten Sterilisierungen haben wir keine nachteiligen Folgen körperlicher oder psychischer Art beobachtet. Bei FE-Erziehungszöglingen besitzen wir die Erfahrungen über einige hundert Fälle (nur männlich) und haben nie gesehen, dass ernstliche Folgen aufgetreten sind'… Werner Villinger wurde im März 1937 Beisitzer beim Erbgesundheitsgericht beim Oberlandesgericht Hamm… Er wurde Mitglied in der NSV und im NSD-Ärztebund.“

Villinger war ab 1937 als Richter am Erbgesundheitsobergericht (EGOG) Hamm und ab 1940 am EGOG Breslau tätig. Wenig erforscht und bekannt ist Villingers Beteiligung an der Euthanasie-Aktion T4. Es gibt jedoch zwei Gutachterlisten, in denen er mit Eintrittsdatum 28. März 1941 als Gutachter zur Selektion von Kranken in die Vergasungsanstalten (T4-Gutachter) geführt wird. Der Mediziner selbst „bestritt zeitlebens eine Beteiligung an der Aktion“.
Ab dem 1. Februar 1940 wurde Villinger Ordinarius für Psychiatrie und Nervenheilkunde an der Universität Breslau. Villinger war zudem ab 25. Juli 1940 im Wehrkreis VIII (Breslau) als Beratender Psychiater, zuletzt im Rang eines Oberstarztes eingesetzt. Er war zudem ab 1936 Mitherausgeber der „Zeitschrift für Kinderforschung“.

### 1945–1961
Anfang 1945 kehrte Villinger über Dresden nach Tübingen zurück. Dort wurde er am 23. Februar mit der kommissarischen Leitung der Universitäts-Nervenklinik betraut. Im Februar 1945 lernte Villinger auch Hermann Stutte kennen, den er förderte und der ihm im folgenden Entnazifizierungsverfahren für die Zeit des Nationalsozialismus einen „unverblümt“ christlichen Grundton bescheinigte. Etwa ein Jahr später übersiedelte Villinger nach Marburg, wo er am 25. Juli 1946 als Ordinarius zum Direktor der dortigen Universitäts-Nervenklinik ernannt wurde. 1947 wurde er als Experte für eine Kommission des Gesundheitsausschusses des Länderrats der Westzone zur Aufstellung neuer Richtlinien zur Sterilisierung (als Ersatz für den abgezogenen Otmar von Verschuer) benannt. Gemeinsam mit Stutte veröffentlichte Villinger 1948 über zeitgemäße Aufgaben der Jugendfürsorge (und „sozialbiologische Unterwertigkeit des Menschenmaterials“). Der Theologe Emil Balla, ehemals der SA-Reserve zugehörig, sagte über Villinger, dass er zu bewussten Widerstandshandlungen gegen NS-Grundsätze und NS-Befehle hinausgeschritten sei und sich vor allem der Juden angenommen habe, und der Psychiater Helmut Ehrhardt, ehemals Gutachter am Erbgesundheitsgericht, hatte ihm 1946 bescheinigt, die von der Partei geforderte Euthanasie stets energisch bekämpft zu haben (und Villinger schrieb im Mai 1947, dass sein ehemaliger Assistent Ehrhardt aktiven Widerstand gegen den Nationalsozialismus geleistet habe). Nach seinem erfolgreichen Entnazifizierungsverfahren, bekleidete er „von 1949 bis 1950 das Amt des Dekans der Medizinischen Fakultät und im Wintersemester 1950/51 sowie von 1955 bis 1956 die Position des Rektors der Philipps-Universität Marburg. Von 1951 bis 1953 war Villinger Präsident der Gesellschaft Deutscher Neurologen und Psychiater“.
Villingers Emeritierung erfolgte am 1. April 1956. Bis Januar 1959 war er jedoch noch mit der Lehrstuhlverwaltung und der Klinikleitung beauftragt.
Schon in den ersten Nachkriegsjahren suchte er „die durch den Krieg unterbrochenen Verbindungen zu den ausländischen Kinderpsychiatern zu überwinden. Er war sich mit dem französischen Kinderpsychiater Georges Heuyer (1949) darin einig, diese Lücke so bald wie möglich zu schließen… Das in der Nachkriegszeit (1952) von Villinger verfasste kinderpsychiatrische Kapitel im 'Lehrbuch der Nerven- und Geisteskrankheiten' von Hans Walter Gruhle und Wilhelm Weygandt gehörte zu den wenigen kinder- und jugendpsychiatrischen Monographien der Nachkriegszeit“.
Villinger unterstützte wie Stutte die 1958 in Marburg gegründete Bundesvereinigung der Lebenshilfe für das geistig behinderte Kind und war Vorsitzender deren wissenschaftlichen Beirats. Ab 1958 war er Vorsitzender der Deutschen Gesellschaft für Sexualforschung. Der Mediziner wurde 1961 Gutachter im Wiedergutmachungsausschuss des Deutschen Bundestages. Er prägte den Begriff der „Entschädigungsneurose“, was dazu beitrug, dass die etwa 400.000 Opfer der Zwangssterilisation während der NS-Diktatur aus dem Bundesentschädigungsgesetz herausfielen. Weitere Sachverständige im Wiedergutmachungsausschuss waren Hans Nachtsheim und Villingers langjähriger Mitarbeiter und Schüler Helmut E. Ehrhardt, welche die Zwangssterilisationen ebenso wie Villinger nicht als Unrecht ansahen.
Der Spiegel warf ihm am 3. Mai 1961 vor, T4-Gutachter gewesen zu sein.
Am 26. Juli 1961 wurde Villinger vom Amtsgericht Marburg erneut zu seiner T4-Mitarbeiterschaft vernommen. Dreizehn Tage später verunglückte er tödlich bei einer Bergwanderung am Hafelkar in der Nähe von Innsbruck, wo er auf einem Kongress weilte. „Hinter vorgehaltener Hand ging damals in Marburg ‚das Wort der Selbsttötung‘ um.“ Erstaunlicherweise wurde sein Tod von der Schriftleitung der renommierten Fachzeitschrift Praxis der Kinderpsychologie und Kinderpsychiatrie ignoriert, nicht einmal ein Hinweis tauchte in der Rubrik Mitteilungen auf.

## Ehrungen
- 27. November 1952: Großes Verdienstkreuz des Verdienstordens der Bundesrepublik Deutschland
- 1959: Dr. jur. h. c. der Universität Hamburg

## Veröffentlichungen (Auswahl)
- Die Kinderabteilung der Universitätsnervenklinik Tübingen. In: Zeitschrift für Kinderforschung. 1923/Jhg. 28, S. 128–160.
- Die seelischen Nöte der Großstadtjugend. In: Zeitwende. 1928, S. 1–11.
- Arbeitslosigkeit, Arbeitsscheu, Verstandesschwäche bei jugendlichen Kriminellen. In: Mitteilungen der Kriminalbiologischen Gesellschaft. Band 4. Graz 1933.
- Charakterologische Beurteilung der schwererziehbaren Jugendlichen, insbesondere der jugendlichen Psychopathen. In: Sekretariat der Internationalen Gesellschaft für Heilpädagogik (Hrsg.): Bericht über den I. Internationalen Kongreß für Heilpädagogik. Zürich 1939, S. 239–258.
- mit Hermann Stutte: Zeitgemäßé Aufgaben und Probleme der Jugendfürsorge. In: Der Nervenarzt. Juni 1948, S. 252.
- Erziehung und Erziehbarkeit. In: Zeitschrift für Kinderforschung. 1953/Jhg. 49, S. 17–27.
- Child Guidance Clinics. In: Unsere Jugend. 1949/Jhg. 1, S. 18–23.
- Moderne Probleme der Jugendpsychiatrie. In: Der Nervenarzt. 1952/Jhg. 23, S. 201–209.
- Das Jugendgerichtsgesetz aus jugendpsychiatrischer Sicht. In: Praxis für Kinderpsychologie und Kinderpsychiatrie. 1955/Jhg. 4, S. 1–4.